# Istituto Luce Cinecittà
Istituto Luce Cinecittà S.p.A. -  oggi Cinecittà S.p.A.  - è una società pubblica, partecipata dal  Ministero dell'economia e delle finanze, che opera come braccio operativo del Ministero della cultura nell'ambito cinematografico.
Nel luglio 2017 Istituto Luce Cinecittà srl ha assorbito la società Cinecittà Studios, gestore degli storici studi cinematografici di Roma, e, a partire dal 1º gennaio 2021, la legge di bilancio 2021 ha convertito la società in una società per azioni. Nel 2021 l'azienda ha anche cambiato la denominazione sociale in Cinecittà SpA.

## Storia
L'Istituto LUCE (L'Unione Cinematografica Educativa) nasce nel 1924, a Roma, su iniziativa di Benito Mussolini, che lo utilizzerà come strumento di propaganda per il regime fascista.
Nel 2011 l'Istituto LUCE confluisce in una nuova società pubblica, denominata appunto Istituto Luce Cinecittà, con il MEF come socio unico.
Nel 2017 l'azienda acquista dall'Italian Entertainment Group gli Studi di Cinecittà che dopo diversi anni tornano pubblici. La fusione permette all'azienda di assumere le attività degli Studios: la gestione dei teatri di posa, le costruzioni scenografiche, la post-produzione digitale, la conservazione delle opere, l'organizzazione di eventi e mostre, e infine la diffusione di prodotti con il marchio Cinecittà.

## Archivio Storico dell'Istituto Luce
Tra le diverse attività, l'azienda si distingue per la conservazione, la valorizzazione e la diffusione dell’Archivio Storico (ereditato dall'Istituto Luce), un archivio cinematografico e fotografico italiano che continua a incrementarsi per divenire la memoria audiovisiva del XX secolo, riportando con filmati, documentari e fotografie, la storia italiana nel '900. È inoltre uno dei pochi archivi cinematografici a mettere gratuitamente a disposizione il proprio patrimonio tramite Internet.
Nel 2013 il Fondo Cinegiornali e Fotografie dell'Istituto Luce è entrato nel prestigioso registro Memoria del mondo dell'UNESCO.

## Riferimenti normativi
- Art. 1, commi 585 e ss. della Legge 30 dicembre 2020, n. 178 - Bilancio di previsione dello Stato per l'anno finanziario 2021 e bilancio pluriennale per il triennio 2021-2023.